# 山子腳 (高雄市)
山子腳，原寫為山仔腳，是臺灣高雄市鳥松區的一個傳統地域名稱，位於該區西南部。相較於今日行政區，其範圍大致包括大華里西南大半部不含其南端及西端。
本地區境內主要聚落為山仔腳、林內，設有大華國小。

## 歷史
台灣日治初期，山子腳地區為一街庄，稱為「山仔腳庄」（舊制街庄），隸屬於赤山里。該庄昔日西北與覆鼎金庄為鄰，北及東與鳥松腳庄為鄰，南邊為赤山庄，西南邊及西邊為本館庄。
1901年（日治明治三十四年）11月11日，全台廢縣廳改設二十廳，該庄隸屬於鳳山廳。1904年（明治三十七年）5月3日，該庄編入「赤山區」，隸屬於鳳山廳。1909年（明治四十二年）10月25日，全台合併二十廳為十二廳，赤山區改隸屬於臺南廳。1920年（大正九年）10月1日，全台地方制度大改正，廢十二廳改設五州二廳，該庄改制並雅化為「山子腳」大字，隸屬於高雄州鳳山郡鳥松庄（新制街庄）。
戰後鳥松庄改制為鳥松鄉，隸屬於高雄縣，大字亦改制為村。1950年（民國39年）10月1日，高、屏分治，鳥松鄉仍隸屬於高雄縣。2010年（民國99年）12月25日，高雄縣、市合併為直轄高雄市，鳥松鄉改制為鳥松區，村亦改制為里。

## 聚落
本地區發展較早的聚落為山仔腳、林內，在日治初期的官方地圖上已有記載。

## 交通
國道1號又稱「中山高速公路」，是貫穿台灣西部的兩條縱向高速公路之一，經過本地區西北部邊界地帶。最近的交流道在北側為國道10號交會處的鼎金系統交流道，多利用國道10號與省道台1線交會處的「民族路匝道」進出，再經由國道10號、鼎金系統交流道連接國道1號；在南側為省道台1線交會處的高雄交流道。由此等可快速前往國道1號沿線各地。
市道183乙線是鳥松至鳳山的道路，經過本地區東南端。由該道路北行可前往崎子腳地區，並止於市道183號路口；南行可前往三民區東端、鳳山區西端，並止於省道台1戊線路口。

## 學校
- 大華國小

## 公務機關
- 高雄市政府警察局仁武分區大華派出所